# Halsbandsfnittertrast
Halsbandsfnittertrast (Garrulax monileger) är en fågel i familjen fnittertrastar inom ordningen tättingar.

## Utseende
Halsbandsfnittertrasten är en stor (24–31,5 cm) brun och vit fnittertrast med ett smalt svartaktigt halsband från örontäckarna och tvärs över bröstet. Ögat är ljust. Den är ytligt sett lik den ej närbesläktade kragfnittertrasten (tidigare kallad större halsbandsfnittertrast), men är mindre samt har olivbruna (ej svarta) handpennetäckare, smalare halsband, svartaktig (ej ljus) tygel och en ofullständig undre kant på örontäckarna.

## Läten
Halsbandsfnittertrasten är en rätt tystlåten fågel. Bland sångtyperna hörs bland annat ett mjukt, upprepat "u-wi-uu".

## Utbredning och systematik
Halsbandsfnittertrast delas in i tio underarter med följande utbredning:
- Garrulax monileger monileger – förekommer i Himalaya från Nepal till nordöstra Myanmar och södra Kina (sydvästra Yunnan)
- Garrulax monileger badius – förekommer i nordöstra Assam (Mishmibergen)
- Garrulax monileger stuarti – förekommer från sydöstra Myanmar till nordvästra Thailand
- Garrulax monileger fuscatus – förekommer från centrala Myanmar till sydvästra Thailand
- Garrulax monileger mouhoti – förekommer från sydöstra Thailand till Kambodja och södra Vietnam
- Garrulax monileger pasquieri – förekommer i centrala Vietnam (provinserna Huế och Quang Tri)
- Garrulax monileger schauenseei – förekommer från östra Myanmar till sydvästra Yunnan, Khoratplatån i Thailand och norra Laos
- Garrulax monileger tonkinensis – förekommer från södra Kina (Guangxi och sydöstra Yunnan) till norra Vietnam
- Garrulax monileger melli - förekommer i  sydöstra Kina (Fujian och Hunan till norra Guangdong)
- Garrulax monileger schmackeri – förekommer på Hainan (södra Kina)

## Levnadssätt
Halsbandsfnittertrasten hittas i städsegrön och lövfällande lövskog, men även i ungskog och buskmarker upp till 1700 meters höjd. Den livnär sig på insekter och larver, sniglar, småödlor, bär, småfrukt och frön. Fågeln är mycket social och ses i grupper om fem fåglar under häckningstid och upp till ett 20-tal resten av året, ofta tillsammans med andra arter som vittofsad fnittertrast, kragfnittertrast, större vimpeldrongo och svartstrupig fnittertrast. Arten är stannfågel.

### Häckning
Fågeln häckar från mars till augusti. Den lägger tre till fem ägg i ett skålformat bo av bambu, kvistar, löv och rötter som placeras mellan en och 4,5 meters höjd i bambu eller ett lågt träd. Fågeln boparasiteras av rödvingad skatgök och jakobinskatgök.

## Status och hot
Arten har ett stort utbredningsområde och en stor population, men tros minska i antal till följd av habitatförstörelse och fragmentering, dock inte tillräckligt kraftigt för att den ska betraktas som hotad. Internationella naturvårdsunionen IUCN kategoriserar därför arten som livskraftig (LC). Världspopulationen har inte uppskattats men den beskrivs som generellt frekvent förekommande, dock ovanlig i centrala Nepal.